# Стеланело
Стеланѐло (на италиански: Stellanello; на лигурски: Stananelu, Стананелу) е село и община в Северна Италия, провинция Савона, регион Лигурия. Разположено е на 141 m надморска височина. Населението на общината е 854 души (към 2011 г.).